# Dom Towarowy Ziemowit
Dom Towarowy Ziemowit – kompleks handlowo-usługowy znajdujący się w Śródmieściu Opola (ul. Krakowska 45-47). 

## Historia
Władze Opola w latach 50. XX w. podjęły decyzję o wybudowaniu obiektu handlowego w miejscu budynków zburzonych podczas II wojny światowej. W latach 1956–1964 r. zbudowano obiekt o powierzchni użytkowej 4 400 m². Na jego terenie powstało 40 punktów sprzedażowych, oferujących szeroką gamę produktów. W momencie oddania do użytku był to największy domem handlowym w Opolu. W 2017 r. obiekt zmienił właściciela, który przeprowadził jego rewitalizację.